# Morgan Burnett
Morgan Mark Burnett (College Park, 13 gennaio 1989) è un ex giocatore di football americano statunitense che ha militato nel ruolo di safety nella National Football League (NFL). Fu scelto nel corso del terzo giro (71º assoluto) del Draft NFL 2010 dai Green Bay Packers. Al college ha giocato a football a Georgia Tech dove fu premiato come All-American.

## Carriera professionistica

### Green Bay Packers
Il 23 aprile 2010, Burnett fu scelto nel corso del terzo giro del Draft 2010 dai Green Bay Packers. Burnett mise a segno il primo intercetto in carriera nella settimana 2 della stagione contro i Buffalo Bills. Dopo quattro partite giocate, tutte come titolare, il giocatore si ruppe il legamento crociato anteriore del ginocchio, infortunio che lo costrinse a saltare tutto il resto della sua prima stagione. Tre giorni dopo fu messo in lista infortunati.
Ristabilitosi dall'infortunio, nella stagione 2011 giocò come titolare tutte le 16 gare della stagione regolare facendo registrare ottime statistiche con 107 tackle, 3 intercetti e 11 passaggi deviati. I Packers conclusero col miglior record della lega, 15-1, ma furono eliminati anzitempo nei playoff dai New York Giants.
Nella settimana 4 della stagione 2012. coi Packers che superarono 28-27 i New Orleans Saints, Burnett guidò la squadra con 14 tackle. Nella vittoria della settimana 8 sui Jacksonville Jaguars Burnett guidò la squadra con 11 tackle e un sack su Blaine Gabbert. Nella settimana 13 Morgan mise a segno due intercetti su Christian Ponder dei Minnesota Vikings. La sua stagione si concluse disputando tutte le 16 gare come titolare con i nuovi primati in carriera di tackle (123) e sack (2,0), oltre a 2 intercetti e 3 fumble forzati.
Il 15 luglio 2013, Burnett firmò un rinnovo contrattuale coi Packers della durata di quattro anni e un valore massimo di 26 milioni di dollari. Nella settimana 13 contro i Detroit Lions recuperò un fumble degli avversari ritornandolo per una yard in touchdown.
Il primo intercetto del 2014, Burnett lo mise a segno nel Monday Night Football vinto nella settimana 14 contro gli Atlanta Falcons. Nella finale della NFC al CenturyLink Field di Seattle, giocò la miglior gare della stagione guidando i suoi con dieci tackle, due sack e un intercetto su Russell Wilson ma i Packers sprecarono un vantaggio di 19-7 a cinque minuti dal termine, andando a perdere ai supplementari contro i Seahawks.

### Pittsburgh Steelers
Il 20 marzo 2018 Burnett firmò un contratto triennale con i Pittsburgh Steelers venendo però svincolato dopo una sola stagione.

### Cleveland Browns
Il 5 aprile 2019 Burnett firmò un contratto biennale con i Cleveland Browns.

## Palmarès
- Super Bowl : 1

Green Bay Packers: Super Bowl XLV
- National Football Conference Championship: 1

Green Bay Packers: 2010

## Statistiche
| Partite totali             | 36  |
| Partite totali da titolare | 36  |
| Tackle totali              | 244 |
| Sack                       | 3,0 |
| Intercetti                 | 6   |
| Fumble forzati             | 4   |

Statistiche aggiornate alla stagione 2012